# Mecolaesthus quasimodo
Espèce
Mecolaesthus quasimodo est une espèce d'araignées aranéomorphes de la famille des Pholcidae.

## Distribution
Cette espèce est endémique de la province de Pastaza en Équateur. Elle se rencontre vers la réserve du río Anzu.

## Description
Le mâle holotype mesure 4,2 mm.

## Systématique et taxinomie
Cette espèce a été décrite par Huber en 2023.

## Étymologie
Cette espèce est nommée  en référence à Quasimodo.

## Publication originale
- Huber, Meng, Dupérré, Herrera, Inclán & Wipfler, 2023 : « Humpback spiders from Ecuador: relationships, prosoma 'inflation', and genital asymmetry (Araneae: Pholcidae: Mecolaesthus). » Invertebrate Systematics, vol. 37, no 2, p. 117-151.